# Sorry Lil' Mama
Sorry Lil' Mama è una canzone del rapper statunitense Lil' Flip presente nell'album "I Need Mine $$". È stata prodotta da The Synphony e vi hanno partecipato Z-Ro e Nutt.

## Informazioni
Il brano non è un singolo ufficiale dell'artista, sebbene su YouTube ne sia stato pubblicato un videoclip. Molti altri singoli web sono stati estratti da "I Need Mine $$", quali "I Get Money", "The Souf", "I'm a Baller (Flip My Chips)" e "Bust A Clip".
La durata della canzone è di 3 min: e 57 s. La prima strofa è rappata da Lil' Flip, la seconda da Nutt e la terza da Z-Ro, quest'ultimo il quale canta anche il ritornello. Nel videoclip i versi di Nutt sono invece assenti.